# ياسوشي اسادا
ياسوشي اسادا (باليابانية: 浅田靖) هو مهندس وملحن ياباني، ولد في 23 يونيو 1979.

## وصلات خارجية
- ياسوشي اسادا على موقع ميوزك برينز (الإنجليزية)